# Ritterstein (Hemmingen)

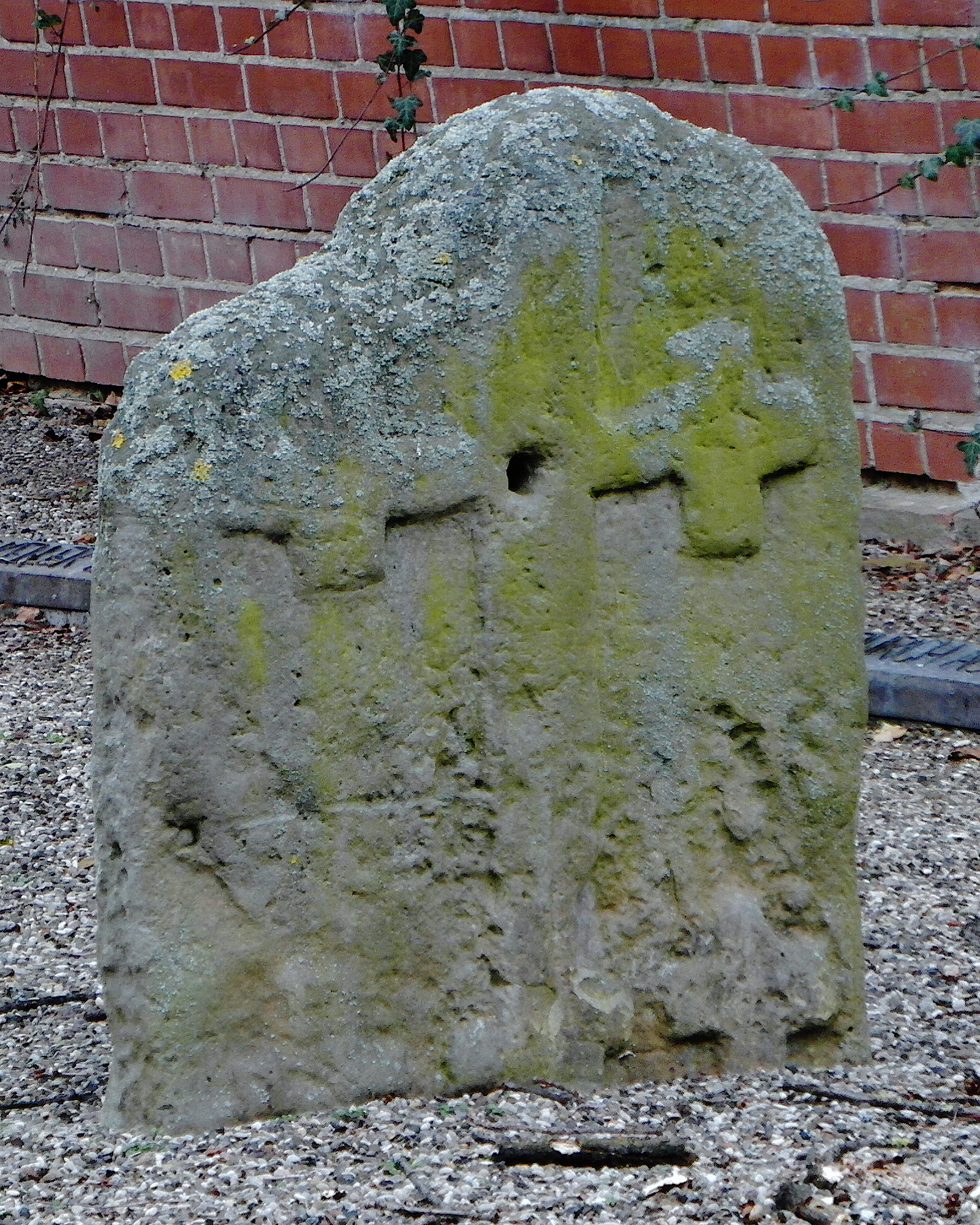
Der Ritterstein hinter der Kapelle Hemmingen

Der sogenannte Ritterstein ist ein Kreuzstein im Ortsteil Alt-Hemmingen der Stadt Hemmingen in der Region Hannover in Niedersachsen.

## Geschichte

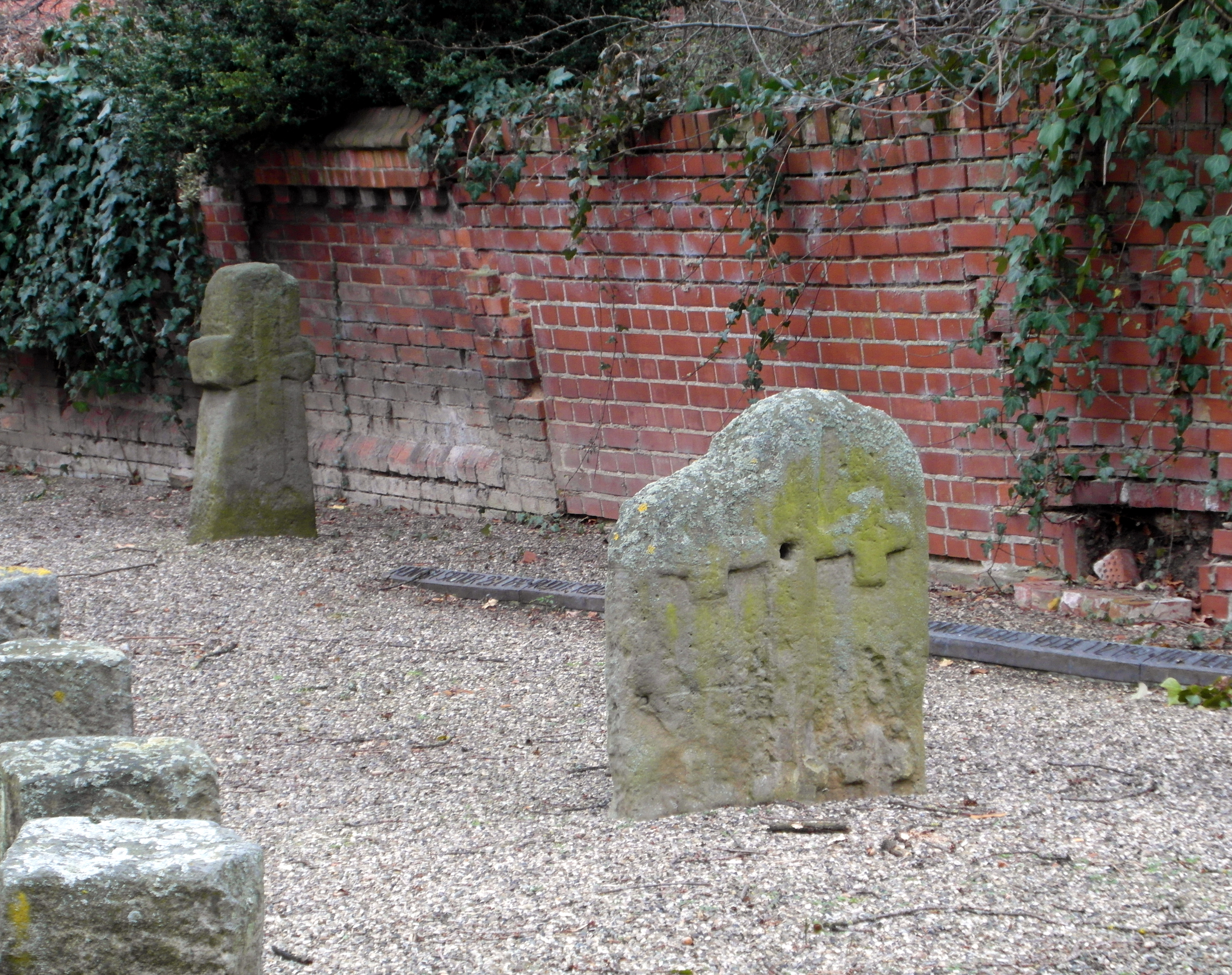
Der Ritterstein und im Hintergrund das Hemminger Steinkreuz

Die ursprüngliche Herkunft und Bedeutung des Rittersteins sind nicht bekannt.
Seit dem Jahr 1898 hatte der Kreuzstein als Trittplatte vor dem Eingang eines nahe der Kapelle gelegenen Wohnhauses gedient.
Im Rahmen einer Neupflasterung des Hofes im Jahr 1976 wurde der Stein nach einem Hinweis des Eigentümers geborgen und so vor der Zerstörung bewahrt.
Die Bezeichnung des Hemminger Kreuzsteins als Ritterstein ist seit 1976 in Gebrauch.
Anfang des 21. Jahrhunderts stand der Ritterstein auf einem Betonfundament an der Südwestecke der Kapelle. Wie Fotos zeigen, zeigte die Vorderseite des Steins dabei etwa nach Süden.
Spätestens seit 2014 steht der Ritterstein, ebenso wie das Hemminger Steinkreuz, hinter der Kapelle auf der Teilfläche östlich des Gebäudes.
Das gesamte Kapellengrundstück im historischen Dorfkern von Hemmingen ist denkmalgeschützt.
Erhaltene Kreuzsteine sind in der Region Hannover beziehungsweise dem früheren Landkreis Hannover selten. Daher ist auch der Ritterstein geschützt.
Der Ritterstein wurde als letzter der insgesamt acht zu Anfang des 21. Jahrhunderts in der Stadt Hemmingen stehenden Kreuzsteine oder Steinkreuze der Öffentlichkeit bekannt.
Die anderen sind das wie der Ritterstein hinter der Kapelle Hemmingen stehende Steinkreuz, der Siebmacherstein in Harkenbleck und die 5 Steine in Hiddestorf.

## Beschreibung
Der aus Sandstein gefertigte Kreuzstein hat eine Höhe von 108 cm, eine Breite von 80 cm und ist 17 cm dick.
Die handwerkliche Ausführung des fußlosen und in seinem oberen Bereich beschädigten Kreuzsteins ist von geringer Qualität. Der Stein zeigt deutliche Spuren von Verwitterung.
Auf Vorderseite und Rückseite zeigt der Stein jeweils ein längsorientiertes Wiederkreuz in Flachrelief. Links und rechts davon ist am Schaftfuß je ein gleicharmiges dickbalkiges Balkenkreuz zu sehen. Im Kreuzungsfeld des Wiederkreuzes hat der Ritterstein ein durchgehendes Loch. Auf der Vorderseite des Steins gibt es auf dem unteren Stamm des Wiederkreuzes eine eingeritzte Zeichnung, die an einen Dolch erinnert.